# Jorge Garagate
Jorge Garagate Maraví (Pacasmayo, Departamento de La Libertad, 14 de junio de 1927 - fecha desconocida) fue un futbolista peruano que se desempeñaba como portero. Desarrolló la mayoría de su carrera profesional en Perú y tuvo pasos por el extranjero. Fue uno de los arqueros más destacados del fútbol peruano en la década de los cuarenta, y uno de los últimos de la generación "Perú, tierra de arqueros".
Militaba con su casaquilla roja y su gorra blanca, practicaba aquel estilo de los grandes arqueros que tuvo el Perú.

## Trayectoria
Comenzó en el fútbol en las divisiones inferiores del Centro Iqueño, cuando militaba en tercera de secundaria, fue transferido a Universitario de Deportes en 1945, equipo donde se declaró hincha. Primero fue parte de la filial del equipo, luego debutó en el primer equipo en 1946 y estuvo variando seguidamente con Juan Busanich en el arco, pero no llegó a consolidarse por lo que en 1948 es cedido a Sporting Tabaco en busca de minutos.
Jugó después por el Santiago Morning de Chile, el América de Cali de Colombia y a su retorno jugó por el Sporting Tabaco y Deportivo Municipal.
En 1954 se incorporó al Club Atlético Chalaco del Callao por tres temporadas, finalmente se retiraría del futbol profesional a los 30 años, quedándose a vivir en la ciudad hasta el día de su deceso.
En total, el «Showman» disputó 196 partidos en Primera División y fue campeón nacional en 1946 con el cuadro merengue.
Tras su retirada, Jorge no se alejó a la cancha, siguió siendo fiel al fútbol, fue entrenador en diversos equipos amateurs y de Segunda División. Fue dirigente y baluarte de la Asociación Guadalupana y siguió siendo muy querido.
Lo último que se supo de él es que estuvo presente en el Maison Sante, en el año 1996, cuando visitó a Lolo Fernández, donde saborearon un lonchecito en el restaurante de "Los Agachados" frente al Radio Nacional.
Fue hermano de Ángel Garagate, que terminaría siendo integrante de "Pregón Deportivo" con Oscar Artacho.

## Clubes

### Como jugador
| Club                      | País     | Año       |
| ------------------------- | -------- | --------- |
| Universitario de Deportes | Perú     | 1946—1947 |
| Sporting Tabaco           | Perú     | 1948      |
| Santiago Morning          | Chile    | 1949      |
| América de Cali           | Colombia | 1950—1951 |
| Deportivo Municipal       | Perú     | 1951—1953 |
| Atlético Chalaco          | Perú     | 1954—1957 |

## Palmarés

### Campeonatos nacionales
| Título                 | Club                      | País | Año  |
| ---------------------- | ------------------------- | ---- | ---- |
| Primera División       | Universitario de Deportes | Perú | 1946 |
| Campeonato de Apertura | Deportivo Municipal       | Perú | 1951 |